# Царёв, Борис Михайлович
Борис Михайлович Царёв (8 апреля 1906 — 11 апреля 1970) — советский учёный в области физической электроники, профессор, доктор технических наук. Лауреат Государственной премии СССР. Заслуженный деятель науки и техники РСФСР, заведующий кафедрой электроники МФТИ.

## Биография
С 1934 года до осени 1941 года Б. М. Царёв работал заведующим лабораторией на электроламповом заводе (будущем НПП «Исток»), во Фрязино Московской области, где занимался проблемам создания коротковолновых приёмноусилительных ламп.

## Научная деятельность
Создал несколько крупных научных и инженерных коллективов в академических и учебных заведениях, в отраслевых институтах, в промышленном производстве. В начале 1942 г. после эвакуации в Ташкент наладил массовое производство радиоламп, прилагая все силы как генеральный конструктор, для ликвидации отставания от противника в сфере высоких технологий, средств связи. Сердцем радиопередатчика, радиоприёмника тогда являлось вакуумированное изделие — радиолампа, магнетрон. Их эффективность определялась качеством катода, эмиттера электронов. В начале 50-х годов в применение к катодной технике отрабатывалась сложнейшая технология, металлургия сверхчистых подложек и напыление полупроводниковых оксидов. Достижение предельных параметров слаботочных приборов было невозможно без виртуозного владения междисциплинарными областями. В эти годы закладывался фундамент будущих успехов в интегральной полупроводниковой электронике.
Классическое образование, знание почти десятка европейских языков, богатый производственный опыт в сочетании с непрерывным научно-исследовательским поиском, позволили Б. М. Царёву не только решить массу технологических, организационных вопросов оборонного производства, но и — уже в мирное время — подытожить накопленные знания в двух диссертациях. В докторской были заложены основы качественной теории оксидных катодов.
В СССР Б. М. Царёв создал и возглавил школу катодной электроники, выпускники которой — доктора и кандидаты наук и их ученики, второе поколение, и сейчас работают в актуальных областях электроники. Птенцы «гнезда Царёва» вылетали из стен Московского института связи, Московского энергетического института, Среднеазиатского университета, Московского химико-технологического института им. Д. И. Менделеева и Московского физико-технического института. В двух последних он заведовал кафедрами.
Б. М. Царёв консультировал почти все предприятия электронной промышленности СССР, входил в редколлегии многих журналов. Работа по созданию сильноточных эмиттеров была удостоена Государственной премии. Две его книги «Контактная разность потенциалов» и «Расчёт и конструирование электронных ламп» выдержали несколько изданий, а последняя переведена на китайский и несколько европейских языков.
Б. М. Царёва считают отцом основателем Факультета Физической и Квантовой Электроники МФТИ, наряду с академиком Н. Д. Девятковым, профессором Б. В. Бондаренко и ректором МФТИ О. М. Белоцерковским.
Интенсивная и результативная работа с людьми невозможна без доброжелательности, сердечности и, зачастую скрываемой любви к ним. Дои его всегда был открыт для всех — коллег, аспирантов, студентов. Его супруга, Нина Константиновна, душа этого дома и опора Бориса Михайловича в течение всей его жизни и особенно в последние тяжелейшие годы его 15-ти летней болезни — инсульт и паралич половины тела в 49 лет, помогала ему сохранять высочайшую трудоспособность и продуктивность.
Обаятельный и скромный человек, замечательный педагог и учёный, беззаветно преданный своему делу и людям, которым посвятил всю свою жизнь, Б. М. Царёв остаётся в памяти тех, кто имел счастье работать с ним и учиться у него.

## Публикации
- Царёв Б. М. Электронный проектор как метод физико-химических исследований // УФН 36 (10) (1948)
- Царёв Б. М. Электрометрические лампы // УФН 35 (6) (1948)
- Царёв Б. М. Контактная разность потенциалов и её влияние на работу электровакуумных приборов. Госизд. Технико-теоретической лит. Москва 1949 г. Ленинград. 171 с.
- Царёв Б. М. Расчёт и конструирование электронных ламп. Изд. 3-е, испр. и доп. «Энергия» Москва 1967 г. 672 с.